# Mount Gee
Mount Gee ist ein 640 m hoher Berg in Australien.
Er liegt innerhalb des Arkaroola-Wilderness-Schutzgebietes in South Australia und  wurde nach dem Minenwärter Lionell Gee benannt.
Das am Mount Gee und dem benachbarten Armchair-Mountain und Mount Painter geförderte Uranerz wurde für das Manhattan-Projekt verwendet.

## Geographie
Der Mount Gee ist eine von mehreren Erhebungen in den nördlichen Flinders Ranges, einem eindrucksvollen und geologisch bedeutungsvollen Gebirgszug nordöstlich der Gammon Ranges und südlich des Mawson Plateau. Er liegt mit Armchair und Steitberg-Mountain sowie dem Mount Painter in dem Gebirgszug Radium Ridge.
Mount Gee wurde 1982 wegen seiner „spectacular mass of quartz crystal and vughular, lining the cavities of crush breccias“  in das Register of the National Estate eingetragen.

## Geschichte

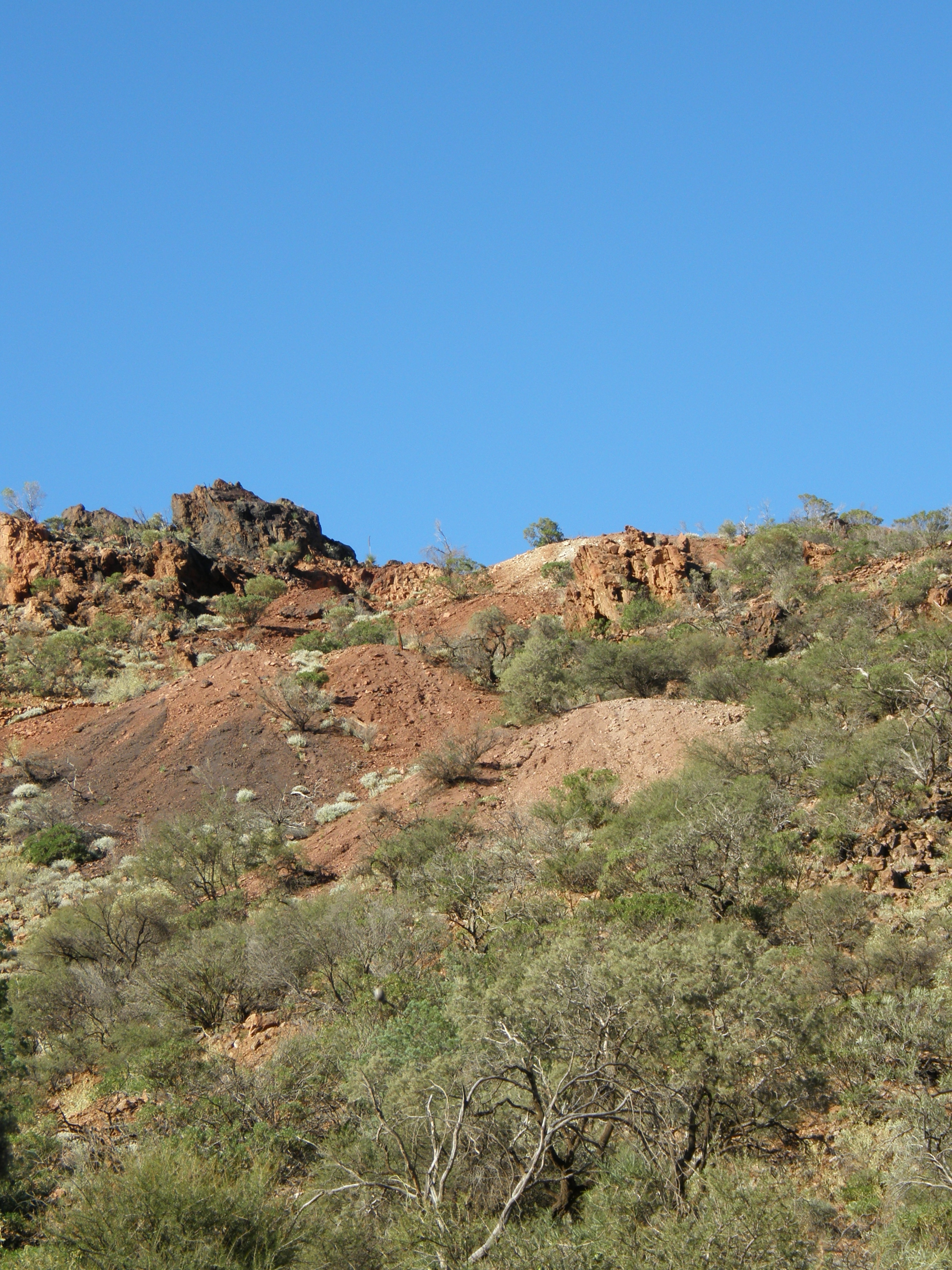
Mount Painter Nummer 6, an einem Ausläufer der Radium Ridge, südlich von Mount Gee. Dieser Minenschacht wurde 1911 geöffnet um Radium zu gewinnen. Zuletzt wurde in den 1950er Jahren Uran gefördert.

Die Erkundung von Mineralien im Gebiet um den Mount Painter begann in den 1860er Jahren mit der Entdeckung von Kupfer an mehreren Stellen, einschließlich des Yudnamutana-Kupferfelds und der Lady-Buxton-Mine und zahlreichen kleineren Funden in der Mount-Painter-Region.
Douglas Mawson entdeckte hier in Proben, die ihm 1910 von den Brüdern Greenwood gebracht wurden, als Erster Torbernit, ein Kupfer-Uran-Phosphat-Mineral. In den Jahren von 1911 bis 1935 versuchten zahlreiche Konsortien das Radium an der Radium Ridge, unmittelbar westlich von Mount Gee, abzubauen.
Während des Zweiten Weltkriegs wurden im Gebiet um Mount Gee und Mount Painter weitere Untersuchungen durch die australische Regierung durchgeführt. Dabei wurde der Schacht Nummer 6 gegraben, ebenso wie einige weitere in der East Painter Gorge – unmittelbar nördlich der Linie Mount Gee-Mount Painter – und in der Yudnamutana Gorge.
Weitere Erkundungen wurden in den späten 1960er und frühen 1970er Jahren unternommen, dann allerdings eingestellt als man ergiebige Uranlagerstätten anderswo fand und die Regierung die Three-Uranium-Mine-Politik in Kraft setzte.
Auch später, Ende der 1990er und Anfang der 2000er Jahre, wurden in der Gegend um den Mount Gee von Marathon Resources zahlreiche Probebohrungen getätigt, allerdings erwies sich keine der Lagerstätten als wirtschaftlich nutzbar, obwohl die Menge an Uranoxid auf 31.400 Tonnen, das sechstgrößte Vorkommen in Australien, geschätzt wurde.